# Сандлас, Жасмин
Жасмин Сандлас — американский автор-исполнитель панджабского происхождения, исполняющая болливудские и панджабские песни. Также снялась в телесериале MTV Coke Studio.

## Ранняя жизнь
Родилась в панджабской семье в Джаландхаре, в штате Пенджаб. Благодаря своей матери она начала выступать в раннем возрасте. В школьные годы участвовала в различных песенных конкурсах и стала вдохновляться панджабскими фолк-певцами. В возрасте 13 лет она перебралась вместе со своей семьёй в Калифорнию, в США и начала увлекаться музыкой Западного побережья. В возрасте 16 лет начала писать песни.

## Музыкальная карьера
Её карьера началась в 2008 году с выпуска «андерграундного альбома» The Diamond. Её первая песня, «Muskaan», написанная Лалли Гилл, получила признание во всём мире. В 2012 году при участии Bohemia она выпустила альбом Gulabi, после чего получила известность. В 2015 году Жасмин записала сингл «Punjab De Javak».
Карьеру болливудской певицы Жасмин начала с фильма «Драйв», где она исполнила песню «Devil-Yaar Naa Miley» вместе с Йо Йо Хани Сингхом.
Менеджером Жасмин стала Джина Досанджи, с помощью которой она записала синглы «Ishq Da Sutta» и «Raat Jashan Di» для фильмов One Night Stand и Zorawar.
Жасмин также снимается в сериале «Ангелы Рока», вещающем на MTV India. Премьера первого сезона состоялась 31 июля 2016 года.

## Дискография
- 2010 — The Diamond
- 2012 — Gulabi

### В качестве закадровой певицы
- 2014 — «Драйв»[англ.] — «Yaar Na Miley» (дуэт с Йо Йо Хани Сингх)
- 2015 — Second Hand Husband[англ.] — «Mitthi Meri Jaan» (дуэт с Гиппи Гревал)
- 2016 — One Night Stand — «Ishq Da Sutta»
- 2016 — «Вираппан» — «Khallas Veerappan»
- 2016 — Fuddu[англ.] — «Curves Mere Killerrr Killerrr»
- 2016 — Zorawar[англ.] (пандж.) — «Raat Jashan Di» (дуэт с Йо Йо Хани Сингх)
- 2017 — Machine — «Brake’an Fail»
- 2017 — Naam Shabana[англ.] — «Baby Besharm» (дуэт с Адити Сингх Шармой)
- 2017 — Jindua — «Chal Jindua»
- 2017 — Khaidi No. 150[англ.] (тел.) — «Ratthalu» (дуэт с Азиз Нааш)